# Província de Jàmbil
La província de Jàmbil (kazakh: Жамбыл облысы, Jambıl oblısı, جامبىل وبلىسى) és una província del Kazakhstan. La seva capital és l'antiga ciutat de Taraz.
La seva població voreja el milió d'habitants i la seva superfície és de 144.200 quilòmetres quadrats. La província té frontera directa amb Kirguizstan i està molt a prop de l'Uzbekistan. La província de Jàmbil limita també amb les províncies kazakhs de: província de Kharagandí, província del Kazakhstan Septentrional i província d'Almati. Al nord-oest limita amb el llac Balkhaix. El nom de la província (i el de la seva capital, durant l'era soviètica) prové de l'aqyn (cantant tradicional kazakh) Jàmbil Jabàiev.

## Població
S'estima que uns 1,2 milions de persones vivien a la província el 2010. La població conté 100 nacionalitats. Els kazakhs comprenen aproximadament el 65% de la població. La concentració més baixa dels kazakhs és a Taraz encara que la seva participació ha crescut de 23% el 1989 al 60% el 2009.

## Història
Vegeu Taraz per a una descripció detallada de la història de la capital provincial.

## Divisió administrativa
La província es divideix administrativament en deu districtes i les ciutats de Janatas, Karatau, Xu, i Taraz.
1. Districte de Baizakh, amb el centre administratiu aül de Sarikemer;
2. Districte de Jàmbil, el poble d'Assa;
3. Districte de Khordai, el poble de Khordai;
4. Districte de Merki, el poble de Merki;
5. Districte de Moinkhum, el poble de Moinkhum;
6. Districte de Sarissu, la ciutat de Jangatas;
7. Districte de Xu, el poble de Tole bi;
8. Districte de Talas, la ciutat de Karatau;
9. Districte de Turar Riskhulov, el poble de Kulan;
10. Districte de Juali, el poble de Bauirjan Momixuli.

## Economia
Indústries importants inclouen la mineria de fosfat de roca (al voltant de Karatau). La vall del riu Txu és una de les àrees importants del Kazakhstan de l'agricultura de regadiu.
El nucli de la xarxa de transport ferroviari a la regió es basa en la línia de ferrocarril de Turksib que va d'est a oest, que s'executa a través de Taraz i Xu cap Almati, i la línia de Transkazakhstan que va de nord a sud, que s'estén cap al nord des Xu cap a Astanà. L'autopista M 39 (que en aquesta zona forma part de la ruta europea E40) prové de Taixkent, Uzbekistan sobre Ximkent (a la veïna província del Turquestan) i s'estén encara més a Taraz a Bixkek, Kirguizstan; a continuació, es tracta de la Província de Jàmbil de nou a través d'encreuament fronterer de Khordai i continua a l'est cap a Almati.

## Galeria de fotos

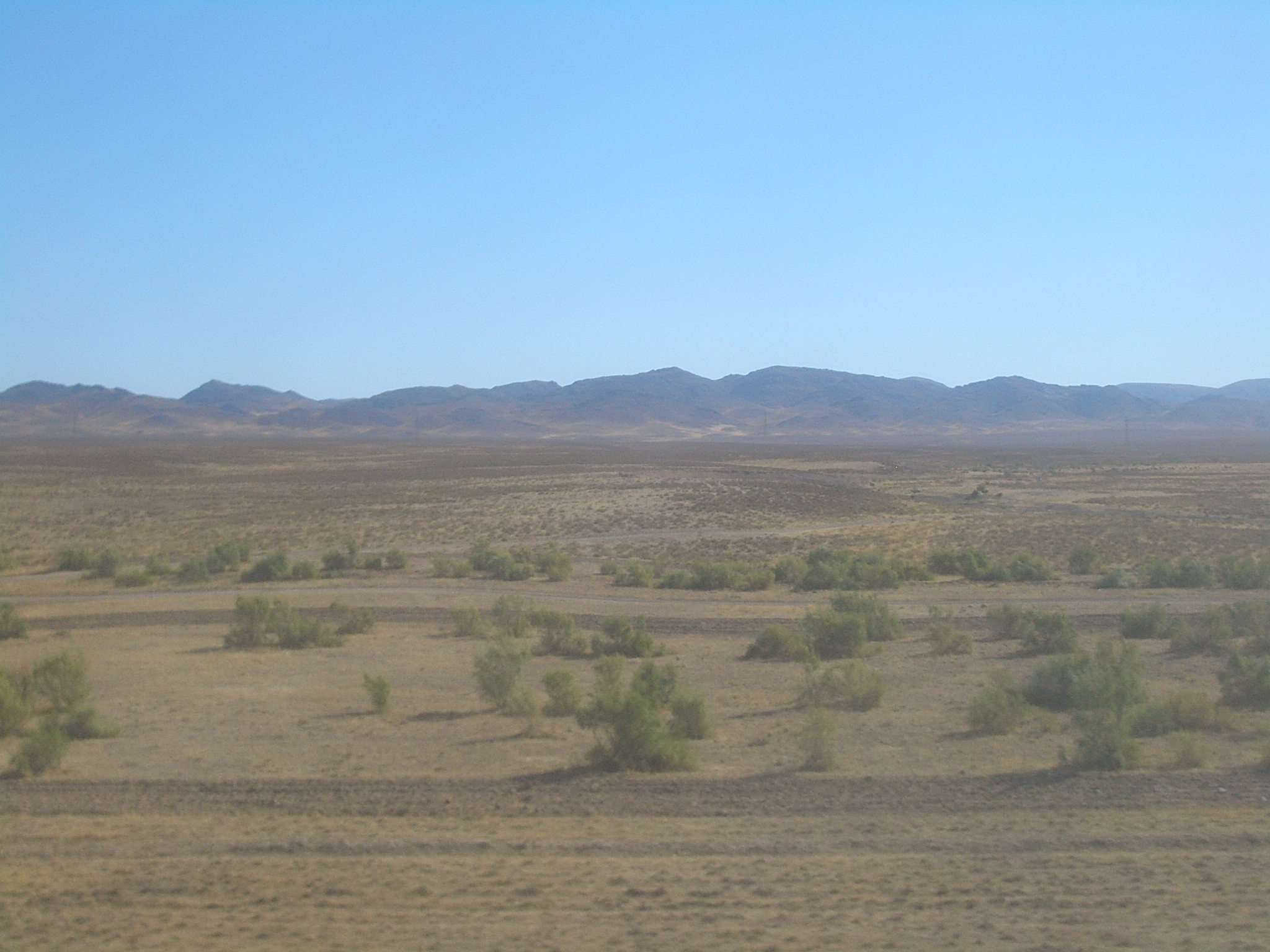
Al nord de l'estepa de la ciutat de Xu
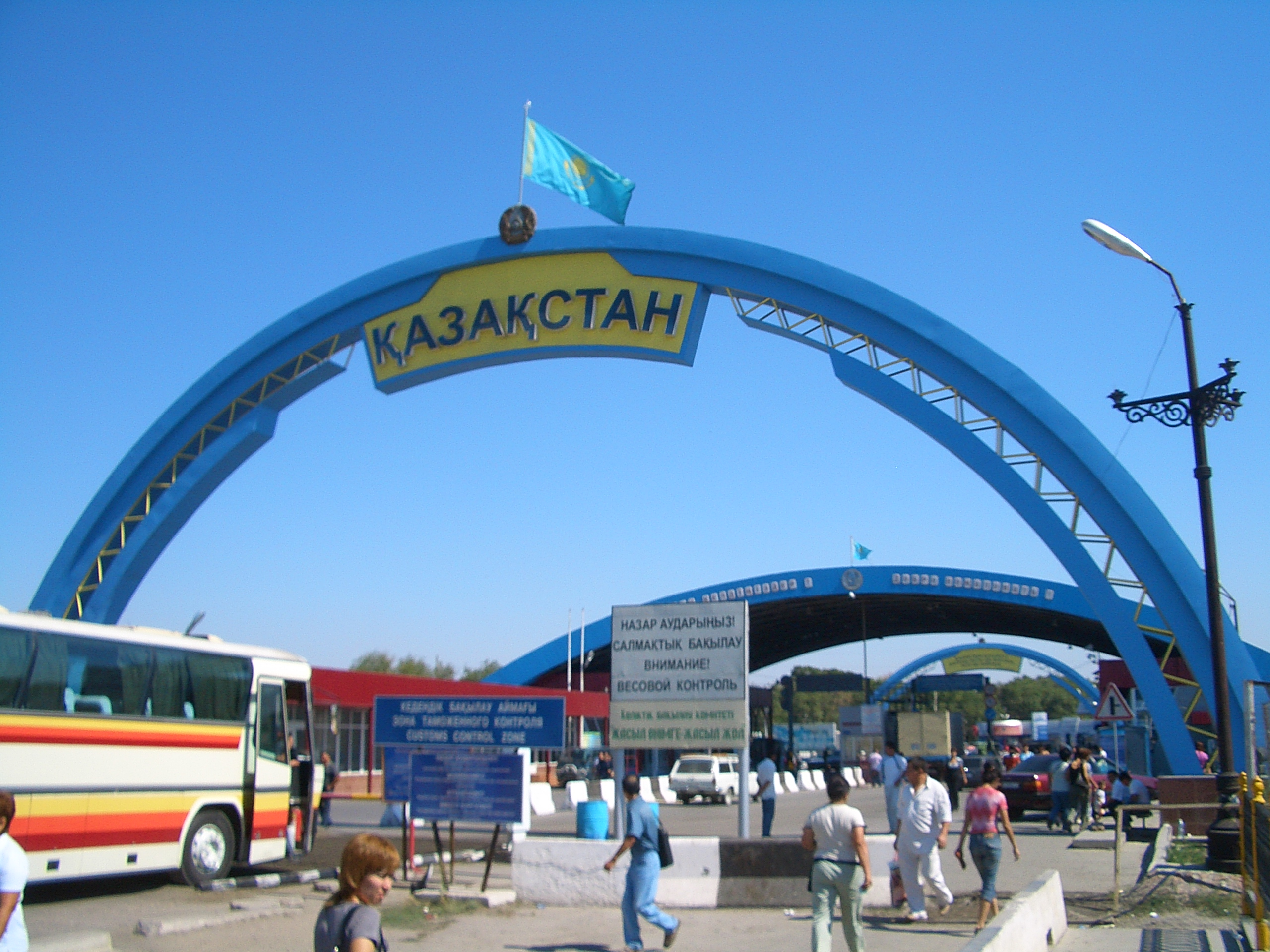
Entrant al Kazakhstan (i la província de Jàmbil) a través del pont sobre el riu Txu